# Посёлок «Судостроитель»
Посёлок «Судостроитель» — историческое название микрорайона в  Одессе, включающего в себя высотную и усадебную застройку вдоль Адмиральского проспекта. Территориально примерно половина посёлка относится к Киевскому району Одессы, а другая — к Малиновскому (также как и Черёмушки, частью которого собственно и является пос. «Судостроитель»). Численность населения посёлка судостроителей составляет около 15 тыс. чел.

## История
Посёлок судостроителей — это отдельная глава в градостроительной истории Одессы. Зелёная полоса и симпатичные двухэтажные коттеджи разительно выделяют его на фоне однообразных спальных районов.
Сразу же после войны в СССР наряду с восстановлением уничтоженных городов началась кампания по строительству нового жилья для рабочих. Эвакуированные предприятия возвращались на прежнее место, и их работников нужно было быстро и недорого расселить. Самым удобным вариантом оказались временные бараки, а также двух-трёхэтажные коттеджи с маленькими, но отдельными квартирками. Эти дома были небольшими, не нуждались в толстых стенах и прочном фундаменте, да и построить их могли сами рабочие. В частности, в Одессе будущий Посёлок судостроителей создавался и благоустраивался усилиями сотрудников Судоремонтного завода № 1 под надзором главного архитектора города Ольги Драгомирецкой.
Несмотря на то, что завод находился на Пересыпи, и посёлок судостроителей уместней было бы строить в районе будущего жилмассива Котовского, в итоге всё же выбрали участок в районе 5-й станции Фонтана, куда было удобнее подводить коммуникации.
Большую часть расходов по строительству посёлка взял на себя Судоремонтный завод. Государство на первых порах помогало стройке военнопленными — румынскими, немецкими и венгерскими солдатами. После войны их в городе оказалось около 12 тысяч. Большинство трудилось над восстановлением порта и других предприятий. Несколько бригад отправили и на строительство посёлка «Судостроитель». Правда, к 1950 году почти все военнопленные покинули Одессу, хотя посёлок продолжал активно застраиваться до 1959 года.
На момент окончания строительства в посёлке насчитывалось около 200 домов, как индивидуальных, так и рассчитанных на 8-16 квартир. Общая жилая площадь составляла 30 тыс. м., население — более 3,5 тыс. человек. Учитывая отдалённость от города, здесь была создана развитая социальная инфраструктура: кинотеатр «Вымпел» на 400 мест — один из лучших в городе на то время, поликлиника, столовая, школа, бани, библиотека и детские сады. В отличие от застраиваемых тогда улиц  Фонтана, а позже и  Черёмушек, на «Судостроителе» не было проблем с магазинами.
Улицы посёлка назывались близкими и родными для рабочих словами — Судостроительная, Мачтовая, Палубная, Танкерная, Доковая, Новаторов. Также появились улицы, названные в честь контр-адмирала  Николая Лунина и освободителя Одесского порта генерала  Ильи Швыгина. Единственным партийным вмешательством в топонимику района стало переименование в 1961 году главной улицы Адмиральской в проспект  Патриса Лумумбы — в честь борца за независимость  Конго.
Учитывая стремительный рост населения Одессы, в 1970-е годы получила распространение практика сноса невысоких коттеджей с последующей заменой их на «высотки». Так, из 200 домов посёлка «Судостроитель» сегодня уцелела лишь половина, а вид его сильно изменился. Уже в начале 1960-х годов к проспекту Лумумбы пристраиваются 5-этажные  Черёмушки. Ближе к улице Краснова на свободных от застройки местах появляются мрачные общежития, где селят новых сотрудников Судоремонтного завода. С другой стороны посёлка, ближе к Фонтанской дороге, также строятся «хрущёвки», а впоследствии к ним присоединяют первые 9-этажные здания. Здесь квартиры предоставлялись преимущественно военнослужащим, поскольку неподалёку располагался Институт сухопутных войск. Всего между Фонтанской дорогой и Судостроительной улицей было построено три 9-этажных спецпроекта, каждый из которых был снабжён магазином сети «Военторг» (в частности Военный универмаг (ОдВО), на 5-й станции Б. Фонтана). Одновременно началось вторжение «высоток» непосредственно на территорию посёлка. При этом на каждый ликвидированный метр жилплощади приходилось восемь новых.
Следующий этап активного строительства в этом районе пришёлся уже на 2000-е годы, его «пионерами» стали жилые комплексы на улицах Палубной, 9 и Мачтовой, 17. Позднее основной интерес застройщиков сосредоточился на участке улиц Швыгина и Краснова.